# Liostenogaster vechti
Liostenogaster vechti är en getingart som beskrevs av Turill. 1988. Liostenogaster vechti ingår i släktet Liostenogaster och familjen getingar. Inga underarter finns listade i Catalogue of Life.